# Cleveland (Floride)
Pour les articles homonymes, voir Cleveland (homonymie).
Pour la ville de l’Ohio, voir Cleveland.
Cleveland est une census-designated place située dans le comté de Charlotte, dans l’État de Floride, aux États-Unis.

## Démographie
| 2000  | 2010  | - | - | - | - |
| ----- | ----- | - | - | - | - |
| 3 268 | 2 990 | - | - | - | - |

Sa population s’élevait à 2 990 habitants lors du recensement de 2010. Cleveland fait partie de l’agglomération de Punta Gorda, le siège du comté.